# Unai Rementeria
Unai Rementeria Maiz (Mundaca, Vizcaya, 10 de agosto de 1973) es un abogado, economista y político español.
Desempeñó el cargo de Diputado General de Vizcaya entre 2015 y 2023. Anteriormente, también ostentó el cargo de Alcalde de Mundaca (2007-2013). Además, fue diputado del Parlamento Vasco (2009-2011), juntero de las Juntas Generales de Vizcaya (2011-2023) y concejal de Mundaca (1999-2013).

## Biografía
Reside en Mundaca, está casado y tiene dos hijos. Además de licenciado en Derecho y diplomado en Económicas por la Universidad de Deusto, es diplomado en Derecho Administrativo y Urbanístico. Cuenta con un máster en Práctica Jurídica del Ilustre Colegio de la Abogacía de Bizkaia, otro en Derecho Urbanístico por el IVAP, y conocimientos de contabilidad pública y privada. 

## Trayectoria profesional
Comenzó su carrera en 1999 como secretario-interventor del Ayuntamiento de Navárniz, labor que compaginó con la empresa privada. 
Ejerció como abogado de derecho administrativo en el bufete Sanz & Saiz Abogados (1999-2002) y después en el bufete Ibarrondo & Lamikiz, también como abogado especialista en Derecho Administrativo (2002-2007). 
Entre 1999 y 2007 asesoró a varios ayuntamientos en materia de urbanismo, medio ambiente y derecho administrativo.
De 2007 a 2008 fue letrado del departamento jurídico de la empresa pública Euskal Trenbide Sarea (ETS) y en 2008 de la sociedad pública Bizkailur, actual Azpiegiturak (Diputación Foral de Vizcaya).
Desempeñó un papel muy destacado en el apoyo a las familias de los marineros del atunero Alakrana, secuestrado en octubre de 2009 durante 47 días frente a la costa de Somalia.

## Trayectoria política
Integró, en calidad de independiente, la candidatura local de Mundaca del Partido Nacionalista Vasco (PNV) en las elecciones municipales de 1999. Fue concejal de Urbanismo y teniente de alcalde de Mundaca desde 1999 a 2007. Ocupó la alcaldía de este municipio vizcaíno desde 2007 hasta 2013.
También fue miembro de la junta territorial de la Asociación de Municipios Vascos (EUDEL) entre 2007 y 2010. De 2009 a 2011 ejerció el cargo de parlamentario en el Parlamento Vasco en representación del PNV. 
En las elecciones forales de 2011 fue elegido juntero y designado portavoz del grupo del PNV en las Juntas Generales de Vizcaya. Desde enero de 2013 hasta mayo de 2015 fue diputado de Presidencia y portavoz de la Diputación Foral de Vizcaya.
Fue elegido candidato a diputado general de Vizcaya por el PNV, cargo que ejerce desde julio de 2015, tras ganar las elecciones forales de ese mismo año.
Dentro del PNV ha sido miembro de la Asamblea Nacional y del Bizkai Buru Batzar entre 2008 y 2012.